# صادق كويش الفراجي
صادق كويش الفراجي (بغداد، 1960) فنان متعدد المواهب، مصور ورسام رسوم متحركة ومنتج فيديو وفنان تركيب عراقي معروف بإنتاج أعمال "وجودية" مع شخصيات مهمشة وخيالية تتحدث عن الضعف البشري.

## الحياة و الوظيفة
ولد صادق كويش الفراجي في بغداد عام 1960. عمل في البداية رسامًا وعامل طباعة، وحصل أولاً على دبلوم الفنون التشكيلية والرسم من معهد بغداد للفنون الجميلة (1982) ثم بكالوريوس الآداب من أكاديمية الفنون في بغداد (1987).
درس الفن بعد فترة وجيزة من وصول صدام حسين إلى السلطة. مثل العديد من الفنانين الآخرين، أدرك الفراجي أن حزب البعث كان يحاول استمالة الفن والثقافة لاستخدامهما كدعاية. ومع ذلك، فإن الفنانين لديهم القدرة على التلاعب بالمفاهيم، وبدأوا في إخفاء رسالتهم المقصودة باستخدام التجريد وتقنيات أخرى لتكوين رسائل احتجاج لا تستطيع السلطات فهمها. وأشار إلى أن "الدكتاتوريين أغبياء، ولن يقرؤوا بالضرورة ما بين السطور".
كفنان شاب في بغداد في الثمانينيات، عمل الفراجي كرسام رسوم متحركة لتلفزيون الأطفال. أثار هذا اهتمامًا مدى الحياة بالرسوم المتحركة والإنتاج متعدد الوسائط، والذي أصبح منذ ذلك الحين أساسًا لكثير من أعماله. في زمن الحرب الإيرانية العراقية، أنتج الفراجي سلسلة من النقوش للمرضى النفسيين بالإضافة إلى كتاب فني، سيرة رأس (1985)، قصة رأس بلا جسد. بعد الحرب، أدى نقص المواد الفنية ووسائل الإعلام إلى إجبار العديد من الفنانين، بمن فيهم الفراجي، على استخدام المواد "الموجودة" مثل الشظايا والرصاص، والتي دمجت في أعمالهم الفنية.
غادر الفراجي العراق في التسعينيات لأسباب سياسية واستقر في وقت لاحق في أمرسفورت بهولندا حيث حصل على الجنسية الهولندية. بعد وصوله إلى هولندا، عاد للدراسة، والتسجيل في Constantijn Huygens Kampen، هولندا وحصل على دبلوم في التصميم الجرافيكي في 2000.

عاد إلى العراق مرة واحدة فقط، عام 2009، وقت وفاة والده. في هذه الزيارة، أصبح لقاء مع ابن أخيه البالغ من العمر 12 عامًا مصدر إلهام لفيديو الرسوم المتحركة الخاص به، Driven By Storms، الذي حصل عليه المتحف البريطاني منذ ذلك الحين. يوضح الفنان:
إنه موضوع كتاب بعنوان ببساطة صادق كويش الفراجي، تحرير نات مولر ، دار نشر شيلت، أمستردام، هولندا (2015).

## العمل
تأثر عمله بالتعبيرية، وكذلك حبه للفلسفة والأدب، وخاصة الوجودية، كما كان يقول دائما. أعماله الفنية، بأشكالها الغامضة المجهولة الوجوه وخلفياتها الداكنة مميزة. الموضوع الرئيسي في جميع أعماله هو هشاشة الحالة البشرية ومسألة الوجود البشري. عرض أعماله في العديد من صالات العرض في الشرق الأوسط وأوروبا. إنه واحد من مجموعة مختارة من الفنانين العراقيين الذين عرضوا في بينالي البندقية عام 2017.
تعرض أعمال الفراجي في مجموعات عامة بما في ذلك المتحف البريطاني، لندن؛ المتحف الوطني للفن الحديث، بغداد. مركز الفنون، بغداد. المتحف الوطني للفنون الجميلة عمان؛ مؤسسة شومان، عمان؛ الجمعية الملكية للفنون الجميلة بعمان. متحف نوفوسيبيرسك الحكومي للفنون، روسيا؛ ومتحف كلوج نابوكا للفنون، رومانيا؛ متحف لوس أنجلوس الريفي؛ ومتحف الفنون الجميلة، هيوستن.

## الجوائز والتكريمات
- جائزة فنان العام في حفل توزيع جوائز إسكواير الشرق الأوسط، دبي، الإمارات العربية المتحدة 2012.
- جائزة مركز بيلاجيو، إيطاليا، 2014 Rockefeller Foundation Bellagio Center.
- منحة صندوق موندريان، أمستردام، هولندا 2015 ، مدفوعة بالعواصف (قارب علي).

## روابط خارجية
مقابلتان مع الفنانة (راديو).